# Livro
| 전문가 평가 | 전문가 평가 |
| 평가 점수   | 평가 점수   |
| 출처        | 점수        |
| ----------- | ----------- |
| AllMusic    | [ 1 ]       |
| Pitchfork   | 9.0/10      |

《Livro》는 1998년 논서치 레코드를 통해 발매된 브라질의 음악가 카에타누 벨로주의 스튜디오 음반이다. 2000년, 이 음반은 벨로주에게 최고의 월드 뮤직 음반 부문 그래미 어워드와 올해의 음반 부문 후보에 올랐고, 라틴 그래미 어워드 최고의 MPB 음반 부문에도 올랐다.

## 배경
벨로주의 저서 《Verdade Tropical》과 연동해 발표된 음반으로 수록곡 〈Livros (Books)〉 가사에는 이 책을 집필한 경험이 반영돼 있다. 음악적으로는 당시 벨로주가 경도돼 있던 마일스 데이비스와 길 에번스의 콜라보레이션 작품에서 나타난 영향이 드러난다.

## 평가
이 음반은 브라질에서 골드 디스크 인증을 받았다.
1999년에 발매된 미국판 CD는 《빌보드》 월드 뮤직 음반 차트에서 13위를 기록했다. 2000년 2월, 제42회 그래미 어워드에서는 최우수 월드 뮤직 앨범상을 수상했고, 2002년 9월, 제1회 라틴 그래미상에서는 최우수 MPB 앨범상을 수상했다.

## 곡 목록
모든 곡들은 특별한 언급이 없는 한 카에타누 벨로주에 의해 작사/작곡하였다.
| #   | 제목                                                    | 작사·작곡       | 재생 시간 |
| --- | ------------------------------------------------------- | --------------- | --------- |
| 1.  | 〈Os Passistas (Carnaval Dancers)〉                     |                 | 3:23      |
| 2.  | 〈Livros (Books)〉                                      |                 | 4:31      |
| 3.  | 〈Onde O Rio E Mais Baiano (Where Rio Is Most Bahian)〉 |                 | 3:22      |
| 4.  | 〈Manhatã (Para Lulu Santos) (For Lulu Santos)〉        |                 | 5:17      |
| 5.  | 〈Doideca〉                                             |                 | 3:40      |
| 6.  | 〈Voce É Minha (You Are Mine)〉                         |                 | 3:44      |
| 7.  | 〈Um Tom〉                                              |                 | 2:29      |
| 8.  | 〈How Beautiful a Being Could Be〉                      | 모레노 벨로주   | 3:27      |
| 9.  | 〈O Navio Negreiro (The Slave Ship) (Excerto)〉         | 카스트로 알베스 | 5:17      |
| 10. | 〈Não Enche (Don't Tease Me)〉                          |                 | 3:31      |
| 11. | 〈Minha Voz, Minha Vida (My Voice, My Life)〉           |                 | 2:50      |
| 12. | 〈Alexandre (Alexander)〉                               |                 | 5:48      |
| 13. | 〈Na Baixa Do Sapateiro (In Baixa Do Sapateiro)〉       | 아리 바호주     | 3:46      |
| 14. | 〈Pra Ninguém (For No One)〉                            |                 | 2:59      |

## 인증
| 국가                       | 인증 | 판매량/출하량 |
| -------------------------- | ---- | ------------- |
| 브라질 (Pro-Música Brasil) | 골드 | 100,000*      |
| *판매량을 기반으로 한 인증 |      |               |